# Partia Pokoju i Dobrobytu Bhutanu
Partia Pokoju i Dobrobytu Bhutanu lub Druk Phuensum Tshogpa (Dzongkha: འབྲུག་ ཕུན་ སུམ་ ཚོགས་ པ) - jedna z głównych partii politycznych w Bhutanie. Została utworzona 25 lipca 2007 r. z połączenia Partii Wszystkich Ludzi i Zjednoczonej Partii Ludowej Bhutanu. Oficjalna zarejestrowana 2 października 2007 r. przez komisję wyborczą w Bhutanie. Pierwszym prezydentem partii był Jigme Thinley. 24 marca 2008 r. partia wygrała pierwsze wybory powszechne w Bhutanie, uzyskując 45 z 47 miejsc w Zgromadzeniu Narodowym. Od wyborów parlamentarnych w 2013 roku pozostaje w opozycji. 
Po wyborach w 2013 r. Jigme Thinley zrezygnował z przewodniczenia partii. 3 grudnia 2013 r. na stanowisko prezydenta partii został powołany dr Pema Gyamtsho.
W lipcu 2020 r., ówczesny lider dr Pema Gyamtsho zrezygnował przewodniczenia DPT. 7 września 2020 r. nowym prezydentem partii oraz liderem opozycji został Dorji Wangdi.
Skupia wokół siebie osoby o poglądach konserwatywnych oraz rojalistycznych.

## Wybory do Zgromadzenia Narodowego
DPT brała udział w wyborach do Zgromadzenia Narodowego w 2008 roku, 2013 roku i 2018 roku. 

### Wybory do Zgromadzenia Narodowego w 2008 roku
Zgodnie z systemem wyborczym wybory w Bhutanie odbywają się w dwóch rundach. W związku z rejestracją tylko dwóch partii do wyborów parlamentarne w Bhutanie w 2008 r. odbyła się tylko jedna runda. Partia podczas głosowania otrzymała 169 490 głosów, co stanowiło 67,04% wszystkich oddanych głosów. Ostatecznie uzyskała 45 z 47 możliwych miejsc w Zgromadzeniu Narodowym, co zadecydowało o wygranej partii. 9 kwietnia 2008 r. ówczesny lider partii Jigme Thinley objął urząd premiera.

### Wybory do Zgromadzenia Narodowego w 2013 roku
W pierwszej rundzie w wyborach parlamentarnych w 2013 r., partia DPT zdobyła 93 949 głosów, co stanowiło 44,52% wszystkich głosów, zajmując pierwsze miejsce. Pozwoliło jej awansować do drugiej rundy.
W drugiej rundzie, DPT uzyskało 114 093 głosów, co stanowiło 45,12% wszystkich głosów. Wynikiem tego było uzyskanie zaledwie 15 z 47 miejsc w Zgromadzeniu Narodowym i utracie większości parlamentarnej, przechodząc tym samym do opozycji.

### Wybory do Zgromadzenia Narodowego w 2018 roku
W wyborach parlamentarnych w 2018 r., DPT w pierwszej rundzie zdobyła 90 020 głosów, co stanowiło 30,92% wszystkich głosów zajmując drugie miejsce. Pozwoliło jej to awansować do drugiej rundy.
W drugiej rundzie partia uzyskała 141 205 głosów, co stanowiło 45,05% wszystkich głosów. Taki wynik zagwarantował 17 z 47 miejsc w Zgromadzeniu Narodowym. Po raz kolejny DPT została partią opozycyjną. 